# Саломея

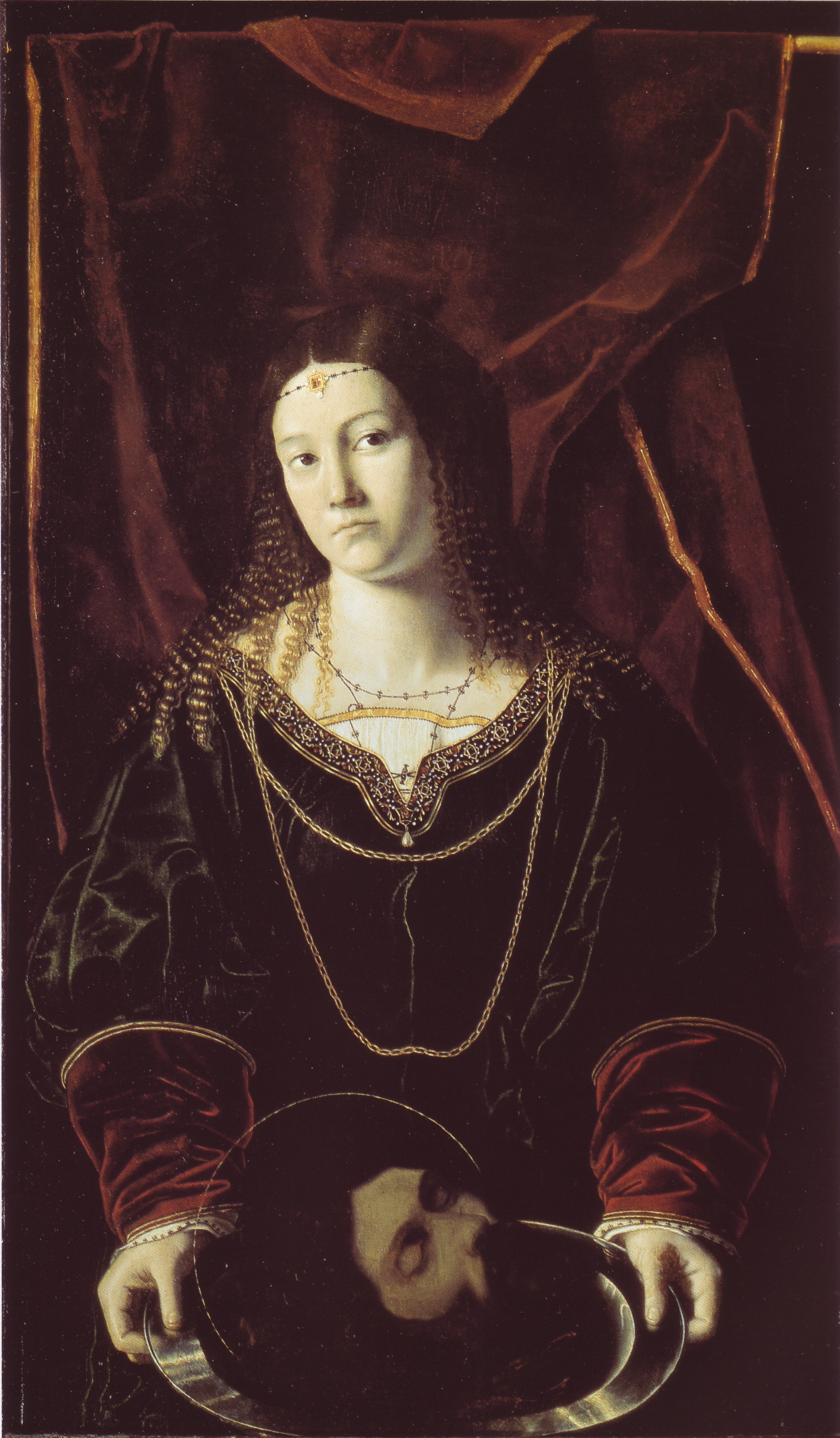
Саломея (картина Бартоломео Венето)

Саломе́я (ивр. Шломит, 14 — 62) — иудейская царевна, дочь Иродиады и Ирода Боэта, падчерица Ирода Антипы; впоследствии царица Халкиды и Малой Армении. Один из персонажей Нового Завета (однако там она упомянута лишь как дочь Иродиады Мф. 14:6).
Сохранились монеты с её изображением, датируемые 56—57 годами. На лицевой стороне монет изображён её муж Аристобул Халкидский с подписью ΒΑΣΙΛΕΩΣ ΑΡΙΣΤΟΒΟΥΛΟΥ («царя Аристобула»), на обратной — Саломея с подписью ΒΑΣΙΛΙΣ ΣΑΛΟΜΗΣ («царицы Саломеи»).
Первоначально Саломея вышла замуж за своего дядю, тетрарха Ирода Филиппа II. После его смерти вышла замуж за двоюродного брата по матери, Аристобула, сына Ирода Халкидского; от него родила трёх сыновей: Ирода, Агриппу и Аристобула.

## Саломея и Иоанн Креститель

Монета с изображением Саломеи

Мать Саломеи, Иродиада, состояла в связи с братом своего мужа (и отца Саломеи) Филиппа (Ирода Боэта), за что публично осуждалась Иоанном Крестителем. Осуждение, вероятно, и послужило причиной заключения, а в дальнейшем и казни Иоанна Крестителя. По Марку, Ирод Антипа был против казни Иоанна, «зная, что он муж праведный и святой» (Мк. 6:20), и согласился на неё лишь потому, что пообещал дочери Иродиады (она не названа им по имени) выполнить любое её желание. Однако, по Матфею, Антипа и сам «хотел убить его, но боялся народа, потому что его почитали за пророка» (Мф. 14:5). Танец юной Саломеи на праздновании дня рождения Ирода Антипы (его дата рождения неизвестна) привёл к тому, что Антипа согласился выполнить любое её желание, и, будучи научена своей матерью, Саломея потребовала убить пророка Иоанна Крестителя, и после казни ей была принесена на блюде его голова. Точная дата казни Иоанна неизвестна, согласно Евангелию от Матфея (Мф. 14:1-2), она состоялась до распятия Христова, а Иосиф Флавий указывает, что это случилось до 36 года.
Иосиф Флавий отвергает историю о танце Саломеи (имя которой известно именно из его труда), считая, что Иоанн был арестован и затем обезглавлен по чисто политическим мотивам, не упоминая и о мессианских ожиданиях, составлявших значительную часть проповедей Иоанна Крестителя. Многие исследователи расценивали отсутствие у Флавия указания на эту связь как намеренное умолчание в тексте, предназначенном для римлян. Иосиф Флавий сообщает, что под надуманным предлогом о якобы участии Ирода Антипы в организации заговора против Рима он и его семья были сосланы Калигулой в Лугдунум Конвенарум в Галлии (современный Сен-Бертран-де-Комменж). Иродиаде было предложено остаться под покровительством брата (Агриппы), но она предпочла отправиться в ссылку с мужем (Иродом Антипой), где он через два года (после 39 г н. э.) умер в заточении в полной безвестности и нищете.

В православной иконописной традиции сюжет известен под названием «Усекновение главы Св. Иоанна Предтечи».

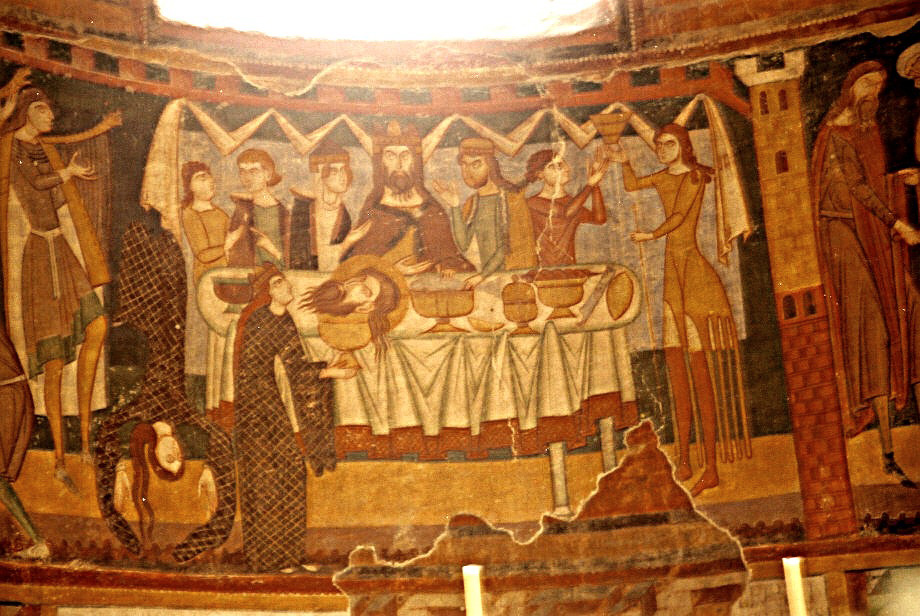
Танец Саломеи, фреска в Монастыре Св. Иоанна, XII в.

 Святыня, глава Иоанна Предтечи, хранится на Афоне. 11 сентября, в память усекновения главы святого Иоанна Крестителя Церковью установлен праздник и строгий пост, как выражение скорби христиан о насильственной смерти великого Пророка. Известно написанное в XVII веке «Сказание об усекновении главы святого пророка, предтечи и крестителя Господня Иоанна» в изложении святителя Димитрия Ростовского.
Известны многие храмы, как в католической, так и в православной церкви, освящённые как храмы Усекновения главы Иоанна Предтечи. Один из древнейших московских храмов, сохранившихся до нашего времени, — шестипрестольный обетный храм Усекновения главы Иоанна Предтечи в Коломенском.

## В искусстве
В искусстве образ Саломеи вдохновлял Боттичелли, Дюрера, Тициана, Рембрандта, Караваджо, а также романтиков и декадентов Оскара Уайльда (одноимённая пьеса, пост. 1896) и Рихарда Штрауса (одноимённая опера 1905 — по пьесе О. Уайльда). Текст Генриха Гейне (1841—1842, «Атта Троль»), поэма «Иродиада» Стефана Малларме (1867), работа Гюстава Флобера («Иродиада», 1877), роман Шарля-Жоржа-Мари Гюисманса («Наоборот», 1884).
В русской литературе к образу Саломеи обращались такие художники слова, как Александр Блок и Алексей Ремизов. Балет (1907, а позднее симфоническую поэму) Трагедия Саломеи написал Флоран Шмитт. Известна картина Лейбы Антокольского «Саломея на пиру у Ирода». В сценическом искусстве стоит внимания постановка Театра Романа Виктюка «Саломея. Странные игры Оскара Уайльда» (1998).

### В изобразительном искусстве

#### XIV век

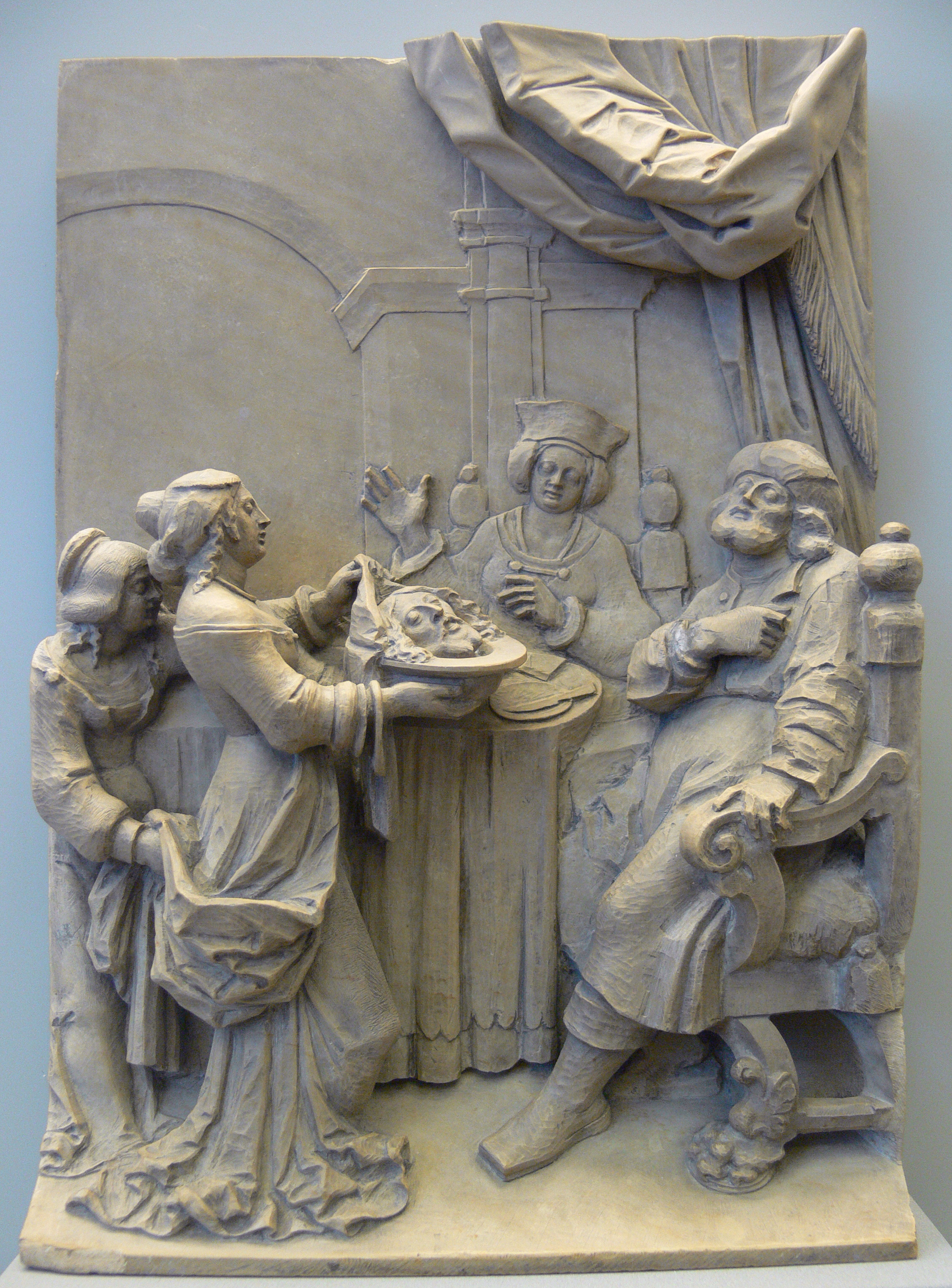
Георг Швайггер, Саломея приносит Ироду голову Иоанна Крестителя, ок. 1648

- Джотто, Пир у царя Ирода, 1320

#### XV век
- Мазаччо, Обезглавливание Св. Иоанна Крестителя, 1426
- Донателло, Пир царя Ирода, 1427
- Мазолино да Паникале, Пир у царя Ирода, 1435
- Рогир ван дер Вейден, Обезглавливание Иоанна Крестителя, 1446—1453
- Фра Филиппо Липпи, Пир царя Ирода, 1452—1465
- Джованни ди Паоло Ироду приносят Голову Иоанна Крестителя, 1454
- Беноццо Гоццоли, Пир у царя Ирода и обезглавливание Св. Иоанна Крестителя, 1461—1462
- Джованни Беллини, Голова Иоанна Крестителя, 1464—1468
- Ханс Мемлинг, Алтарь Св. Иоанна Крестителя, 1474—1479
- Андреа дель Верроккьо, Обезглавливание Иоанна Крестителя, 1477—1480
- Боттичелли, Саломея с головой Св. Иоанна Крестителя, 1488

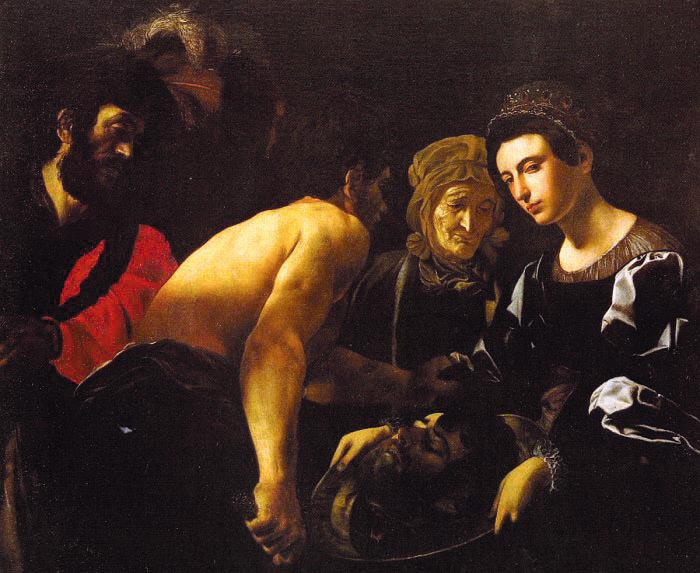
Баттистелло, Саломея, 1615

#### XVI век
- Альбрехт Дюрер, Обезглавливание Св. Иоанна, 1510
- Себастьяно дель Пьомбо, Дочь Иродиады, 1510
- Альбрехт Дюрер, Ироду приносят голову Св. Иоанна Крестителя, 1511
- Алонсо Берругете, Саломея, 1512—1516
- Тициан, Саломея с головой Иоанна Крестителя, ок. 1515
- Ханс Бальдунг Грин, Голова Иоанна Крестителя, 1516
- Чезаре да Сесто, Саломея, 1516
- Бернардино Луини, Саломея с головой Иоанна Крестителя, 1527—1531
- Тициан, Саломея с головой Св. Иоанна Крестителя, ок. 1530
- Лукас Кранах Старший, Саломея, ок. 1530
- Алессандро Бонвичино, Туллия д'Арагона в образе Саломеи, ок. 1537

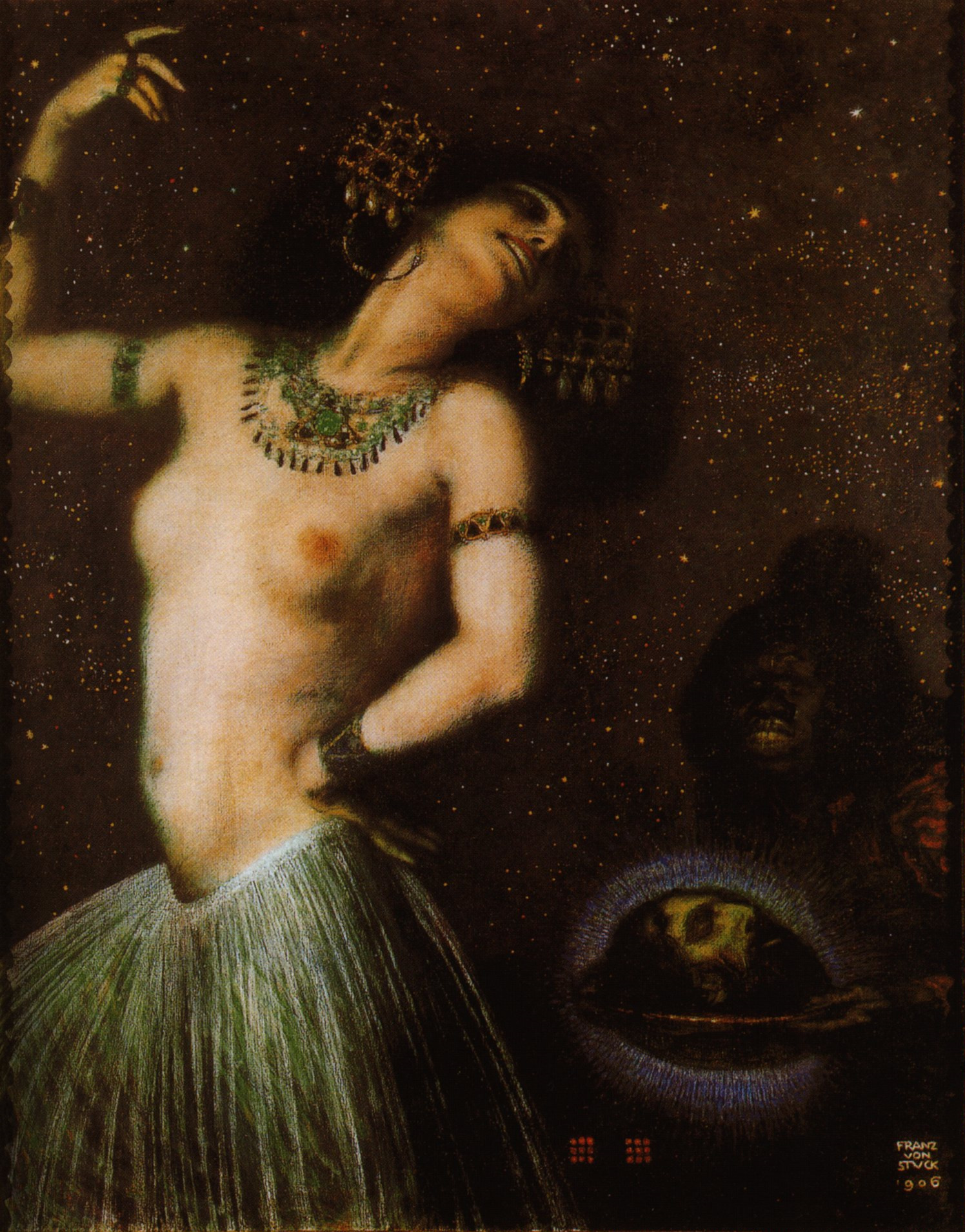
Франц фон Штук, Саломея (1906) Ленбаххаус

#### XVII век
- Караваджо, Саломея с головой Крестителя, 1605
- Караваджо, Обезглавливание Иоанна Крестителя, 1605
- Петер Пауль Рубенс, Саломея с головой Иоанна Крестителя, 1609
- Маттеус Мериан Старший, Обезглавливание Иоанна Крестителя, 1625—1630
- Гвидо Рени, Саломея с головой Иоанна Крестителя, 1639—1640
- Рембрандт, Обезглавливание Иоанна Крестителя, 1640

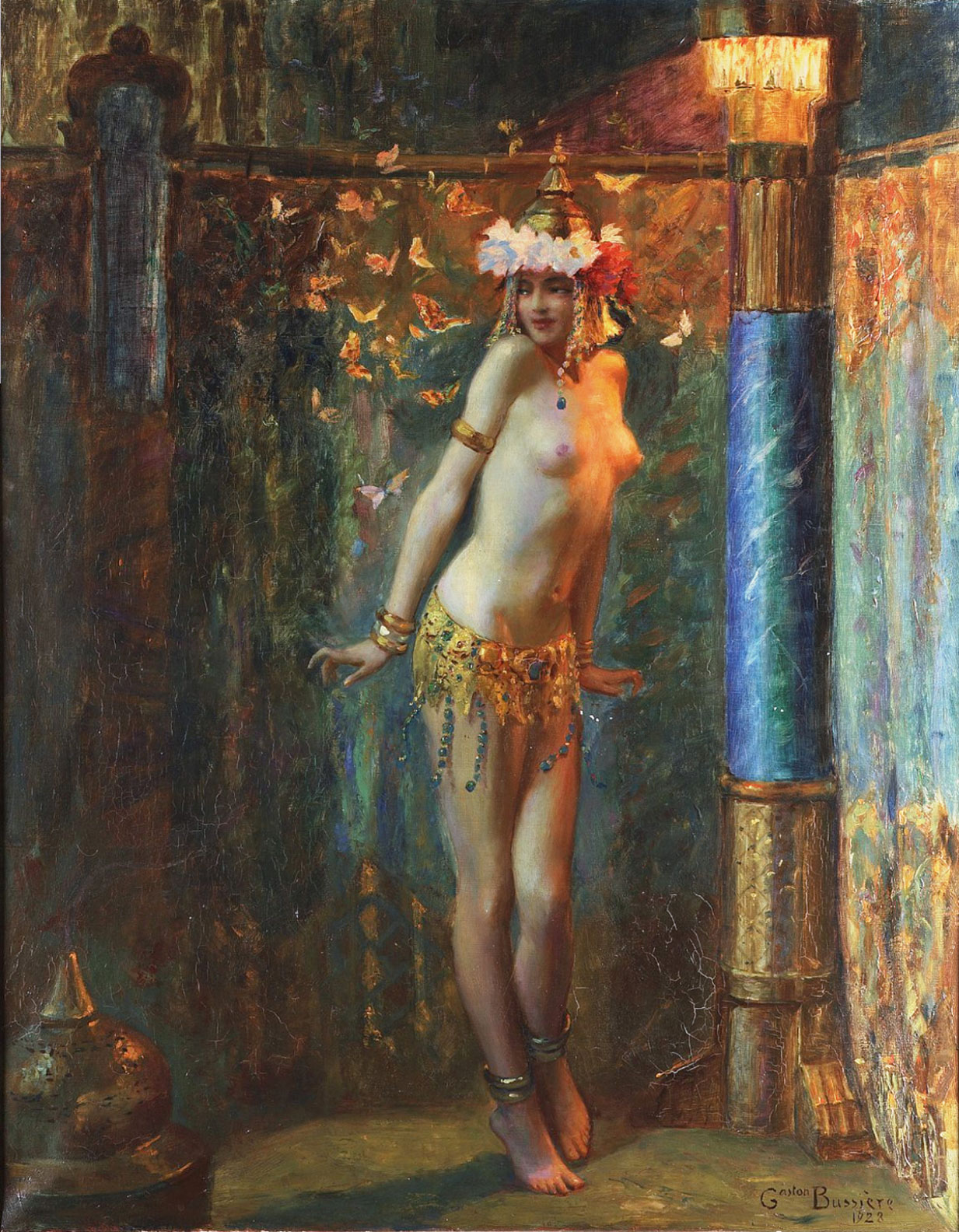
Гастон Бюссьер — Танец Саломеи (или Золотые бабочки) (1923)

#### XVIII век
- Джованни Баттиста Тьеполо, Обезглавливание Св. Иоанна Крестителя, 1732

#### XIX век
- Ян Адам Круземан, Саломея с головой Иоанна Крестителя, 1861
- Гюстав Доре, Дочь Иродиады получает голову Св. Иоанна Крестителя, 1865
- Пьер Сесиль Пюви де Шаванн, Обезглавливание Иоанна Крестителя, ок. 1869
- Анри Реньо, Саломея с блюдом и мечом в руках, ожидающая казни Иоанна Крестителя, 1870
- Василий Суриков, Саломея приносит голову Иоанна Крестителя своей матери Иродиаде, 1872
- Гюстав Моро, Саломея, танцующая перед Иродом, 1874—1876
- Гюстав Моро, Саломея, 1876
- Обри Бёрдслей, иллюстрации к драме Уайльда «Саломея», 1893

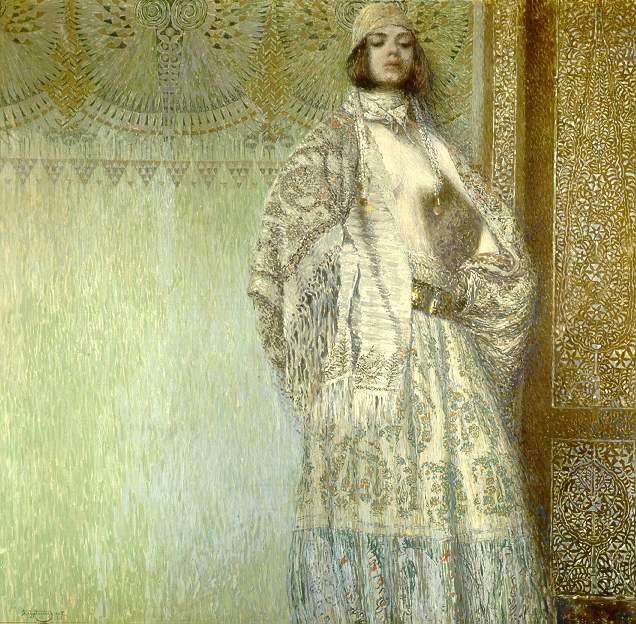
Вардгес Суренянц — Саломея (1907)

#### XX век
- Ловис Коринт, Саломея, 1900
- Франц фон Штук, Саломея, 1906
- Вардкес Суренянц, Саломея, 1907
- Гастон Бюссьер, Саломея, 1914
- Александра Экстер, эскизы костюмов к драме Уайльда «Саломея» для Московского Камерного театра, 1917
- Федерико Бельтран Массес, Саломея, 1932

#### XXI век
- Александр Войтович, Саломея, 2003
- Александр Бурганов, Саломея.

### В кинематографе
Саломея стала прототипом образа роковой женщины в кино. Её образ — в центре одноимённых фильмов Гордона Эдвардса (1918, в загл. роли Теда Бара), Чарлза Брайанта (1923, в загл. роли Алла Назимова), Уильяма Дитерле (1953, в загл. роли Рита Хейворт), Кармело Бене (1972, в загл. роли афроамериканская актриса и модель Дониале Луна), Иисус из Назарета, Никки Ван Дер Зиль в роли Саломеи (1977), Педро Альмодовара (1978), Кена Рассела (1988), Карлоса Сауры (2002). Танец Саломеи обыгран в фильмах:
- Пьер Паоло Пазолини, Евангелие от Матфея, 1964
- Кармело Бене, Саломея, 1972
- Лилиана Кавани, Ночной портье, 1974
- Фридрих Гётц, Саломея, 1974
- Аль Пачино, Саломея, 2013

Съёмки монументального немого эпического фильма о Саломее и Иоанне Крестителе занимают важное место в псевдодокументальном фильме «Забытое серебро» (1995).

## В астрономии
В честь Саломеи назван астероид (562) Саломея, открытый в 1905 году.